# دونالد استوکتون
دونالد استوکتون (انگلیسی: Donald Stockton; ۲۲ فوریهٔ ۱۹۰۴ – ۱۶ ژوئن ۱۹۷۸) کشتی‌گیر اهل کانادا بود.